# 마리우시 유르키에비치
마리우시 론긴 유르키에비치(폴란드어: Mariusz Longin Jurkiewicz, 1982년 2월 3일~)는 폴란드의 은퇴한 핸드볼 선수로 포지션은 센터백이다.